# Sierra Charriba
Sierra Charriba (Major Dundee) è un film del 1965 diretto da Sam Peckinpah.

## Trama
Guerra di secessione americana. Mentre nordisti e sudisti combattono tra loro, Sierra Charriba, capo della tribù degli Apache, effettua delle cruente scorribande contro i coloni americani stanziati all'Ovest. Durante una di queste, l'indiano rapisce i tre piccoli figli maschi della famiglia Rostes, uccidendo tutti gli altri componenti. Il maggiore Amos Dundee, nominato da poco, per ragioni disciplinari, comandante di una prigione dell'esercito del nord, decide di provare a recuperare i bambini e, se possibile, a eliminare la minaccia degli indiani. In mancanza di truppe regolari da dedicare alla missione, Dundee propone ai civili e ai detenuti sudisti della sua prigione di aiutarlo nella ricerca. Questi ultimi dapprima si rifiutano di collaborare, ma, di fronte al rischio di venire impiccati per l'omicidio di una guardia, alla fine accettano.
Guida dei detenuti sudisti, reintegrato per l'occasione con i gradi di tenente, è l'orgoglioso capitano Benjamin Tyreen, ex-amico e commilitone del maggiore. Dundee accetta anche la candidatura delle truppe ausiliarie di colore, destinate ai servizi di supporto, ma desiderose di rendersi utili. Il manipolo raccolto da Dundee comprende dunque volontari di tutti i tipi: militari e civili, nordisti e sudisti, bianchi e neri, onesti e ladri, bianchi e indiani, vecchi e giovani. Gestire un gruppo così eterogeneo, pervaso da rancori e pregiudizi vicendevoli, è difficile, ma Dundee e Tyreen riescono a farlo, anche se fra loro c'è continua tensione. La lotta con Sierra Charriba sconfina in Messico. Guidati da un indiano disertore, che a prova della sua buona fede aveva condotto a Dundee i bambini Rostes, il plotone si addentra nel territorio, ma imboscate, guadi e marce mettono a dura prova gli uomini. In cerca di un paese per ricostruire le scorte, il plotone entra in conflitto anche con le truppe francesi (si è infatti nel periodo dell'intervento francese in Messico), che occupano il territorio.
Proprio quando il clima nel reparto sembra migliorare, la cattura di un sudista che aveva cercato di disertare riaccende gli animi. Dundee decide di fucilarlo; Tyreen chiede di averlo in consegna, ma il maggiore non accetta. Tyreen ci resta male e dichiara che quando avranno preso o ucciso Charriba e sarà dunque libero dal suo giuramento, ucciderà personalmente Dundee. Dopo ulteriori tensioni è lo stesso tenente sudista a sparare al disertore, per evitare che questi aizzi ulteriormente gli animi dei suoi compagni, compromettendo l'unità del plotone. Ferito da una freccia, Dundee deve riparare in incognito a Durango, controllata dai francesi, in cerca di un chirurgo, lasciando il comando a Tyreen. Solo, indebolito dall'intervento alla gamba e turbato dai recenti avvenimenti che hanno disunito il gruppo, Dundee diventa preda dei suoi fantasmi: si lascia andare all'alcool, alle donnine e alla depressione, finché Tyreen lo va a prendere e lo riporta al reparto. Ripresosi e ricompattati gli organici, Dundee torna al comando del plotone che prosegue la marcia verso l'obiettivo, ancora inseguito dai francesi.
Dopo altri giorni di marcia, Dundee prende una decisione: per non continuare a inseguire a vuoto Charriba, decide di attirarlo in una trappola, presso il fiume. Lo stratagemma riesce: Charriba e i suoi attaccano l'accampamento del plotone di notte, ma vengono attesi e sterminati. Ma non hanno il tempo di gioire, ora che il patto che li legava è sciolto: un reparto di lancieri francesi a cavallo si staglia all'orizzonte. Le difficoltà logistiche dei francesi, che devono guadare il Rio Bravo per affrontare il nemico, e la maggior sagacia tattica degli americani pareggiano i conti. È uno scontro cruento, che termina con un grande sacrificio di vite umane, tra le quali quella del capitano Benjamin Tyreen, caduto con onore. Ma alla fine Dundee, con alcuni superstiti, riesce a tornare vittorioso alla sua base.

## Le scene tagliate
Il film divenne famoso anche per i ripetuti tagli che la produzione impose al regista. Questi aveva approntato una prima copia di lavoro di 278 minuti, che fu ridotta con il suo consenso a 156 minuti, eliminando tra l'altro le scene più violente e sanguinose e le numerose sequenze al rallentatore. Dopo gli esiti negativi di una prima proiezione in pubblico, la pellicola uscì nelle sale americane in una versione di 136 minuti e, vista l'unanime stroncatura dei critici, la produzione decise contro il volere del regista di tagliare ulteriori 13 minuti.
Anche il commento musicale di Daniele Amfitheatrof fu imposto dalla produzione contro il volere di Peckinpah, tanto è vero che la versione uscita in DVD contiene musiche completamente riscritte da Christopher Caliendo.
Dopo varie ricerche e interviste agli interpreti, alcuni appassionati hanno stilato una lista delle principali scene eliminate, che solo in piccola parte sono state reintegrate nella versione Director's Cut uscita nel 2006. Le sequenze eliminate furono più di 10:
- nel prologo del film, il primo squadrone della cavalleria, non avendo rintracciato Sierra Charriba, si dirige verso il ranch dei Rostes. È la notte di Halloween ed è in corso una festa in maschera, durante la quale vengono presentati alcuni personaggi;
- subito dopo il prologo, gli indiani di Sierra Charriba attaccano il ranch massacrando i Rostes. Dello squadrone di cavalleria si salva solamente il trombettiere Tim Ryan;
- introduzione del personaggio del capitano Tyreen. Nella scena il capitano sudista, ora prigioniero, con altri prigionieri scappa lungo un torrente ma viene nuovamente catturato;
- il maggiore Dundee stappa una bottiglia di whisky per i soldati per aver portato a termine l'attraversamento del fiume;
- i soldati ridono di Dundee perché non riesce a far muovere l'asino che sta cavalcando;
- a causa di Dundee il gruppo subisce un'imboscata. La scena tagliata mostrava un aspro confronto verbale tra Tyreen e il maggiore. Durante questo dialogo Tim Ryan si avvicina al fiume per bere ma, vedendo la scodella che lui ha riempito con l'acqua piena di sangue, la rovescia disgustato;
- spezzoni della serata di festa nel villaggio messicano. Dundee e Tyreen ripensano ai momenti vissuti insieme quando erano a West Point. Potts e Gomez lottano con il coltello, quando il duello sta per degenerare Dundee li divide;
- quando viene scoperto su di un albero il corpo torturato di Riago, una guida indiana sulla cui lealtà si era sempre sospettato, Potts vuole che sia Dundee a slegarlo per rendergli un ultimo onore, e Dundee accetta;
- alcune scene di Dundee in un albergo a Durango, dove è in cura a causa di una ferita. Inoltre, colpito nell'onore e ubriaco, Dundee vaga a Durango. Una scena tagliata riguarda un flashback del suo passato;
- tutte le sequenze che approfondivano il personaggio di O. W. Hadley;
- il finale voluto da Peckinpah dove morivano tutti, tranne Tim Ryan.